# 송인태
송인태(宋寅台, 일본식 이름: 大原寅彦, 1899년 2월 6일 ~ ?)는 일제강점기의 법조인이다.

## 생애
1918년에 경성법학전문학교를 졸업하고 조선총독부 판사를 지냈다. 함흥지방법원 서기과에서 통역생으로 일한 것을 시작으로 1921년에 광주지방법원 전주지청 판사로 발령받았다.
광주지방법원 전주지청을 거쳐 공주지방법원 강경지청 판사를 역임했다. 공주지방법원 강경지청에 근무 중이던 1924년을 기준으로 정7위에 서위되어 있었다.
1925년에 판사직을 사직하고 변호사를 개업하였다. 함흥지방법원에서 열린 1929년의 원산총파업 재판에 변호인으로 참여 하는 등, 함경남도 원산부에서 오랫동안 활동했다. 1940년까지 원산에서 변호사로 일하고 있었던 것이 확인된다.
2008년 민족문제연구소가 발표한 친일인명사전 수록예정자 명단 사법 부문에 선정되었다.

## 참고자료
- 송인태(宋寅台) - 국사편찬위원회